# San Vittore del Lazio
San Vittore del Lazio település Olaszországban, Lazio régióban, Frosinone megyében. Lakosainak száma 2404 fő (2023. január 1.). San Vittore del Lazio Cervaro, Mignano Monte Lungo, San Pietro Infine, Venafro, Viticuso, Cassino, Conca Casale és Rocca d’Evandro községekkel határos.

## Népesség
A település lakossága az elmúlt években az alábbi módon változott:
| Lakosok száma | 2576 | 2571 | 2404 |
|               | 2017 | 2018 | 2023 |